# Psy-Fi
Psy-Fi es un festival de música y de arte psicodélico al aire libre celebrado anualmente en los Países Bajos. La primera edición se celebró en julio de 2013 en el Stadspark de la ciudad de Groningen; todas las ediciones posteriores se han celebrado en el área recreativa De Groene Ster, al este de Leeuwarden. Es uno de los festivales internacionales más grandes de los Países Bajos y atrae a miles de visitantes cada año, y la edición de 2017 reporta participantes de aproximadamente 100 países diferentes. En 2019, el líder del proyecto Wiebe Kootstra declaró que solo el 18% de los asistentes vivían en los Países Bajos, el resto visitó el festival desde el extranjero.

## Historia
El primer festival Psy-Fi se celebró en el Stadspark de Groningen, por lo que la edición tuvo como tema Glow in the Park. Duró desde la noche del viernes 12 de julio hasta la mañana del lunes 15 de julio de 2013, descrito como un «trip meditativo de 65 horas lleno de amor hippie y goa trance». Las ediciones posteriores se llevaron a cabo en el área de recreación De Groene Ster, cerca de Leeuwarden. El festival se ha descrito a menudo como «neopsicodélico» y sus participantes «neohippies».
Se ha considerado que las ediciones de 2016 y 2017 fueron un gran éxito, y muchos participantes elogiaron la gestión de los organizadores, a excepción de los problemas de estacionamiento. Algunos lugareños se han quejado del ruido, aunque las mediciones oficiales concluyeron que el sonido se ha mantenido siempre dentro de las normas. En 2017, el líder del proyecto Wiebe Kootstra describió Psy-Fi como «una comunidad de una semana», donde «muchas personas diferentes se tratan de la misma manera». Dijo que todos los que vinieron a participar estaban emocionados, el ambiente era «super relajado» y no hubo necesidad de aplicar medidas de seguridad contra posibles agresiones. Un asistente entrevistado lo describió como «un festival de mente muy abierta, tranquilo, todos pueden sentarse y relajarse y hacer lo que quieran» y que la gente fue «amable».
Durante la edición de 2018, bajo la temática A Shamanic Experience («Una experiencia chamánica»), la ceremonia de apertura contó con chamanes provenientes de México, Groenlandia, la comunidad maorí de Nueva Zelanda y un nativo norteamericano ataviados de forma tradicional, realizando varios rituales (incluido el culto a los antepasados) con inciensos, artesanías y música acústica de percusión. La provincia de Frisia multó a la organización con 10.000 € por la colocación de tiendas de campaña en el bosque en lugar de exclusivamente sobre hierba, lo que dañó la flora y la fauna. La organización cuestionó la multa, diciendo que no fueron informados a tiempo y que no tenían forma de acomodar a todos los invitados dentro del espacio limitado disponible, y el alcalde de Leeuwarden se negó a extender el terreno para acampar por razones de seguridad.
A partir de la edición de 2019, la organización tiene la intención de prohibir la venta de diversos productos desechables con el fin de minimizar los residuos. También se decidió dejar de vender comida no-vegetariana; aun así en las ediciones anteriores alrededor del 5% de los puestos de comida vendían carne.

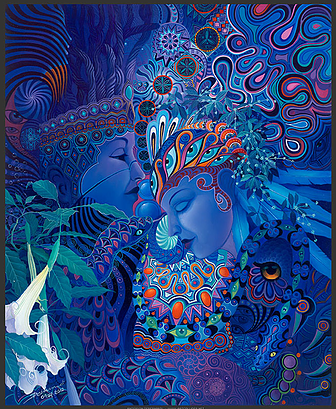
Ilustración proveniente del Psy-Fi.

| Temática                           | Fecha                               | Ubicación                  | Notas                                                    |
| ---------------------------------- | ----------------------------------- | -------------------------- | -------------------------------------------------------- |
| Psy-Fi 2013: Glow in the Park      | 12 – 15 de julio de 2013            | Stadspark, Groningen       | [ 3 ]                                                    |
| Psy-Fi 2014: Inside the Vortex     | 28 agosto – 1 de septiembre de 2014 | De Groene Ster, Leeuwarden | [ 5 ]                                                    |
| Psy-Fi 2015: Out of the Void       | 27 – 31 de agosto de 2015           | De Groene Ster, Leeuwarden | La ed. de 2015 atrajo ~15.000 visitantes de 83 países.   |
| Psy-Fi 2016: Holographic Universe  | 24 – 28 de agosto de 2016           | De Groene Ster, Leeuwarden |                                                          |
| Psy-Fi 2017: Book of Changes       | 16 – 20 de agosto de 2017           | De Groene Ster, Leeuwarden | La ed. de 2017 atrajo ~15.000 visitantes de ~100 países. |
| Psy-Fi 2018: A Shamanic Experience | 15 – 19 de agosto de 2018           | De Groene Ster, Leeuwarden | La ed. de 2018 atrajo ~11.500 visitantes.                |
| Psy-Fi 2019: Seed of Science       | 28 agosto – 1 de septiembre de 2019 | De Groene Ster, Leeuwarden |                                                          |

## Terreno
El terreno del festival en De Groene Ster se subdivide en secciones, que incluyen varios escenarios con diferentes estilos de música, además de la Sacred Island («isla sagrada») que incluye The Spirit Gathering («la reunión espiritual»), en la que se llevan a cabo talleres y conferencias y se ofrecen servicios, galerías de arte y exposiciones, y numerosas tiendas donde se pueden comprar alimentos y bebidas, ropa y mercancías. En el linde del terreno del festival, hay dos campamentos para los participantes. Los visitantes pueden nadar en las diversas aguas abiertas en el terreno, que es una playa nudista oficial.
- Escenario principal, donde suenan ritmos fluidos de psytrance o goa trance. La plataforma de DJ está decorada con un techo sobre la pista de baile. Estas construcciones tienen «colores fluorescentes que brillan más a medida que cae la oscuridad y el espectáculo de luces aumenta en intensidad».[4]
- Escenario alternativo (2019, «Escenario friki»), un escenario que presenta géneros «más intensos» como drum & bass.
- Escenario chill out («relajado»): un escenario que presenta música chill-out para los asistentes que buscan «dar un poco de descanso a sus almas y piernas».
- Teatro global (2019, 4ª Planta): un escenario presentado en 2017 con músicos en su mayoría locales que tocan «ritmos relajados» con instrumentos analógicos en lugar de DJ.

## Artistas participantes destacados
- Astrix[14]
- Carbon Based Lifeforms
- Earthling
- Electric Universe
- Etnica
- Filteria
- GMS
- Hallucinogen
- Hux Flux
- Juno Reactor[14]
- Koxbox
- Loud
- Man with No Name
- Ott
- Perfect Stranger
- Protonica
- Sensient
- Shpongle[14] a.k.a. Raja Ram
- Talamasca
- Vibrasphere
- Vini Vici a.k.a. Sesto Sento
- X-Dream a.k.a. Children of Paradise

## Política de drogas
Psy-Fi es conocido por su política liberal con respecto a las drogas, que Vice News describió como «libre y responsable». Tras diversas negociaciones, el ayuntamiento de Leeuwarden acordó que la educación in situ sobre diversas sustancias sería mejor que cobrar multas, y acordó un sistema de información detallada y ayuda para los usuarios, disponibilidad de drogas legales y pruebas de drogas. Los funcionarios y organizadores señalaron que el tipo de sustancias que se usaban en Psy-Fi «no causaban molestias, no hay peleas, a diferencia de las fiestas en otras partes de la ciudad». Si se detectan, se confiscarán las drogas ilegales, pero la policía y la seguridad no las buscan de forma sistemática y, por lo general, los asistentes pueden traer sus propias sustancias sin meterse en problemas. Se ha afirmado que Psy-Fi es uno de los pocos festivales en todo el mundo donde también se venden psicodélicos legales, a saber, hongos psilocibios.

## Quejas sobre el ruido
Algunos vecinos se quejaron del ruido de la edición de 2014 y exigieron la prohibición del festival. Sin embargo, el juez dictaminó que el ayuntamiento de Leeuwarden debería realizar primero mediciones de sonido en el Psy-Fi de 2015 para comprobar si realmente se superaron los límites de sonido. Otros lugareños no informaron molestias por el ruido en 2014 y disfrutaron de la presencia de los visitantes del festival. Después de que el ayuntamiento impusiera regulaciones de sonido adicionales a fines de 2015, Psy-Fi consideró brevemente mudarse a un municipio diferente, pero decidió quedarse y aceptar las normas más estrictas. En abril de 2016, la comisión municipal de amonestación reprendió al ayuntamiento por no tomarse las quejas de los vecinos sobre el ruido con la suficiente seriedad. Mientras tanto, la gran mayoría de los residentes cercanos de las aldeas circundantes parecía estar de acuerdo con el nivel relativo de ruido durante una semana al año. Entretanto, la mayoría de los residentes cercanos de pueblos circundantes se mostraron acordes con el nivel de ruido relativo a una semana al año. En agosto de 2018, un juez dictaminó que los sonidos graves debían reducirse de 96 a 79 dB por la noche (de 22:00 a 07:00 durante la semana y de 01:00 a 09:00 durante el fin de semana) para permitir que los residentes cercanos durmieran. Los querellantes estaban satisfechos con la «reducción significativa», y los organizadores dijeron que les supuso «poca diferencia».